# Kattenoog (mineraal)
Kattenoog is een kwarts-variëteit en lijkt op tijgeroog en valkenoog. Maar de insluitsels bestaan uit amfiboliet of serpentienasbest, dit geeft de steen na het slijpen het fraaie kattenoogeffect met een kleurschakering van wit, grijs en groen.

## Geschiedenis
De namen van deze kwartsen zijn sinds 1876 gangbaar. Ze zijn gebaseerd op de karakteristieke kleur en de glinsterende glans. Kattenogen, werden beschouwd als de beschermers van landbouwers en boeren en dienden als talisman. In vroegere eeuwen waren kattenogen geliefde edelstenen, die men combineerde met diamanten. Na de ontdekking van de grote afzettingen in Zuid-Afrika nam de waarde snel af.
De kattenoog is een van de "negen edelstenen" in de Thaise Orde van de Negen Edelstenen.

## Voorkomen
De afzetting van katten- en valkenogen in Zuid-Afrika zijn wereldberoemd. De mineralen worden hier sinds 1876 gewonnen in de omgeving van Griaquatown, Oranjerivier in het Door-massief. Ze vormen tientallen centimeters dikke lagen van massief gelaagde gesteenten Jaspislei. Later werd tijgeroog ook in andere staten bekend. Ook in Mexico en West-Australië zijn tijgerogen gevonden, maar hier zijn de insluitsels goethiet of hematiet en worden ze tijgerijzer genoemd.
Recentelijk zijn tijgerogen ook gevonden in China, India en Myanmar.
Bij valkenogen gaat het in wezen om niet veranderde delen Riebeckiet of crossiet. Afzettingen zijn gevonden in Sri Lanka, India, de VS, Brazilië en Duitsland (Fichtelgebergte).

## Bewerking
Facetslijpsel, cabochons, sieraden.

## Vergelijkbare mineralen
Chrysoberyl, jadeiet.

## Determinatie
Hardheid, soortelijk gewicht, optisch.